# The Letter/Neon Rainbow
 The Letter/Neon Rainbow — дебютный студийный альбом американской группы голубоглазого соула The Box Tops, выпущенный в 1967 году. Вслед за успехом сингла «The Letter», достигшего верхних строчек чартов, The Letter/Neon Rainbow был быстро дозаписан для скорейшего выпуска. В 1968 году альбом достиг 87 места в чарте Billboard Pop Albums.

## Об альбоме
В записи большинства треков приняли участие сессионные музыканты, в то время как оригинальная группа отметилась только в треке «The Letter». Возможно сессионщиками были: гитаристы Регги Янг и Бобби Уомак, басист Томми Когбилл, пианист/органист Бобби Эммонс и барабанщик Джин Крисман.
Хотя вокалист Алекс Чилтон написал к альбому несколько песен (на тот момент 16), но в итоге ни одна из них не попала на релиз. Возможно, это было связано с тогдашним отсутствием у Алекса опыта написания песен. Позднее Чилтон играл важную роль в написании песен для группы Big Star, а после её распада он продолжил свою карьеру в качестве сольного исполнителя.
В 2000 году The Letter/Neon Rainbow был переиздан лейблом Sundazed (под каталожным номером SC 6158) с четырьмя бонус-треками: моно-версии песен «The Letter» и «Neon Rainbow», сингл 1969 года «Turn On A Dream» и ранее не издавашийся трек «Georgia Farm Boy».

## Отзывы критиков
| Оценки критиков | Оценки критиков |
| Источник        | Оценка          |
| --------------- | --------------- |
| Allmusic        | [ 4 ]           |

Рецензент Allmusic Ричи Антербергер отметил сильный вокал Чилтона, но назвал альбом «дырявым корытом, по которому сразу видно спешку при создании из-за погони за успехом „The Letter“».

## Список композиций
1. «The Letter[англ.]» (Уэйн Карсон Томпсон[англ.]) — 1:55
2. «She Knows How» (Томпсон) — 3:08
3. «Trains and Boats and Planes» (Берт Бакарак, Хэл Дэвид) — 3:48
4. «Break My Mind» (Джон Ди Лоудмилк) — 2:29
5. «A Whiter Shade of Pale» (Гэри Брукер, Кит Рэйд) — 4:34
6. «Everything I Am» (Спунер Олдхэм[англ.], Дэн Пэнн) — 2:20
7. «Neon Rainbow[англ.]» (Томпсон) — 3:04
8. «People Make the World» (Бобби Уомак) — 2:31
9. «I’m Your Puppet» (Олдхэм, Пэнн) — 2:54
10. «Happy Times» (Олдхэм, Пэнн) — 1:46
11. «Gonna Find Somebody» (Уомак) — 3:02
12. «I Pray for Rain» (Олдхэм, Пэнн) — 2:26

### Бонус-треки на CD-переиздании
1. «Turn on a Dream» (Марк Джемс) — 2:50
2. «The Letter» (Томпсон) — 1:58
3. «Neon Rainbow» (Томпсон) — 3:00
4. «Georgia Farm Boy» (Ньюбери) — 3:48

## Участники записи
- Алекс Чилтон — вокал, гитара
- Билл Каннингэм — бас
- Джон Эванс — клавишные
- Дэнни Смит — ударные
- Гэри Телли — гитара, бэк-вокал
- Дэн Пэнн — бэк-вокал
- Неизвестные сессионные музыканты — см. выше.

## Производственный персонал
- Продюсер — Дэн Пэнн
- Звукоинженер — Чипс Моман[англ.]
- Ремастеровано Бобом Ирвингом в Irwin at Sundazed Studios, Coxsackie, NY
- Оригинальное фото для обложки — Фрэнк Лернер
- Концепция обложки — Рич Рассел
- Дизайн обложки — Steven Craig Productions
- Примечания — Джуд Кост и Хэл Смит(ориги нал и переиздание)
- Фотографии на переиздании и графика — Билл Каннингэм, Дэнни Смит, Кларк и Стив Беч, Рик Заннитто и the Sundazed Archive